# Weberturm Stargard
Der Weberturm oder Eisturm (polnisch Baszta Tkaczy/Lodową) ist ein guterhaltener Turm der Stargarder Stadtbefestigung, erbaut in der Mitte des 15. Jahrhunderts. Der Weberturm ähnelt baulich der Bastei Rotes Meer (Baszta Morze Czerwone), ist aber etwas niedriger. Der zylindrische Teil ruht auf einem quadratischen Sockel, und der obere Teil ist mit einem Zinnenkranz gekrönt, über der sich ein Ziegelkegel erhebt.
Der Weberturm bot in seinem Innern Platz für Geräte und Ausrüstungen und drei offene Galerien zur Verteidigung der Stadt. Die Mauern seines Sockels sind an der schwächsten Stelle immer noch 3 m dick. Der Name Eisturm leitet sich einerseits daraus ab, dass auf dem Turm die sogenannte Eiswacht zum Schutz der Stargarder Brücken postiert war. Diese beobachtete die auf die Stadt zufließende Ihna. Andererseits wurde der Turm später, bis 1900, als Eiskeller genutzt. Im Jahr 1856 wurde neben dem Eisturm die Königspforte als neue Öffnung in der Stadtmauer geschlagen.
Am Ende des 19. Jahrhunderts, als ein großer Teil der Wehrmauern abgerissen werden sollte, forderten Stimmen auch die Abtragung des Turms, der sich inmitten der Königstraße befand. Jedoch setzten sich Jene durch, die auf dem Erhalt dieses wertvollen Teils der mittelalterlichen Stadtbefestigung bestanden.

## Nachweise
- www.heimatkreis-stargard.de/